# Amanlis
Amanlis (Gallo: Amanliz) là một xã của tỉnh Ille-et-Vilaine, thuộc vùng Bretagne, miền tây bắc nước Pháp.